# باول فرايد
باول فرايد (بالسويدية: Paul Fried)‏ هو كاتب وقسيس وممثل سويدي، ولد في 24 أبريل 1958 في مالمو في السويد.

## وصلات خارجية
- باول فرايد على موقع IMDb (الإنجليزية)
- باول فرايد على موقع قاعدة بيانات الأفلام السويدية (السويدية)
- باول فرايد على موقع قاعدة بيانات الفيلم (الإنجليزية)